# Qobād Bazn
Qobād Bazn (persiska: قُبادبِزَن, قباد بزن, Qobādbezan) är en ort i Iran.   Den ligger i provinsen Qom, i den centrala delen av landet, 160 km söder om huvudstaden Teheran. Qobād Bazn ligger 1 557 meter över havet och antalet invånare är 613.
Terrängen runt Qobād Bazn är huvudsakligen kuperad, men den allra närmaste omgivningen är platt.Runt Qobād Bazn är det ganska tätbefolkat, med 100 invånare per kvadratkilometer. Närmaste större samhälle är Kahak, 4,0 km norr om Qobād Bazn. Trakten runt Qobād Bazn består i huvudsak av gräsmarker.